# Armistițiul de la Compiègne (1940)
Acest articol se referă la armistițiul care a pus capăt bătăliei Franței pe 22 iunie 1940 și a marcat începutul ocupației germane.  Pentru alte sensuri, vedeți Armistițiul de la Compiègne (dezambiguizare).
Al doilea armistițiu de la Compiègne a fost semnat de Germania Nazistă și Franța pe data de 22 iunie 1940 la ora  18:50 lângă Compiègne din departamentul Oise. Ca urmare a victoriei Germaniei în Bătălia Franței (10 mai – 21 iunie 1940), a fost înființată zona de ocupație germană din Franța – întregul nordul țării, cu coasta Atlanticului și toate porturile sale și cu coasta Canalului Mânecii. Restul teritoriului „liber” a rămas sub controlul  guvernului de la Vichy. 
Adolf Hitler a ales în mod deliberat pădurea Compiègne pentru semnarea armistițiului datorită simbolisticii sale: tot aici a fost semnat și armistițiul care a pus capăt primului război mondial pe frontul de vest și a  marcat înfrângerea Imperiului German. 

## Bătălia Franței

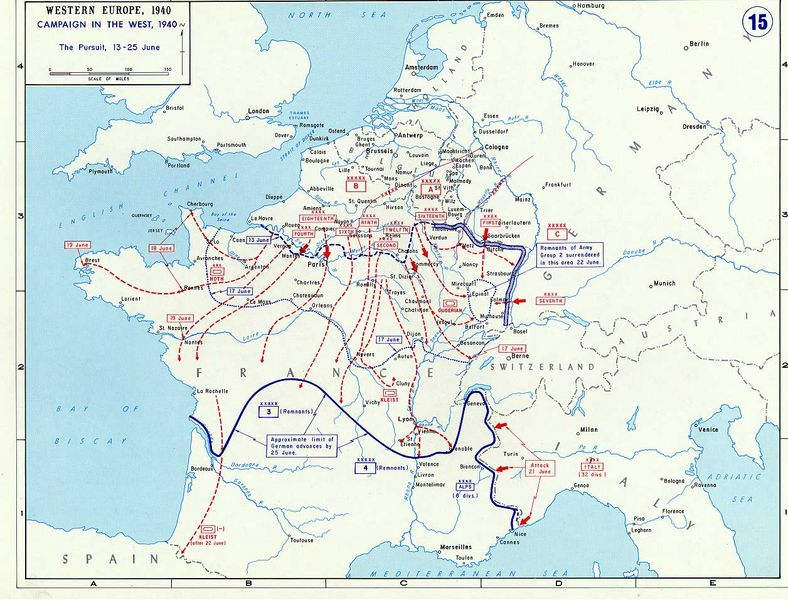
Ofensiva germană din iunie, care a dus la înfrângerea Franţei

Cele mai bine antrenate și moderne armate au fost trimise în nord și au fost pierdute în uriașa încercuire germană. Francezii și-au pierdut cea mai mare parte a armamentului greu și cea mai mare parte a unităților blindate. Între mai și iunie, forțele franceze s-au retras neîntrerupt, iar germanii amenințau să ocupe Parisul. Guvernul francez a fost obligat să se evacueze la Bordeaux pe 10 iunie pentru ca membrii săi să nu cadă prizonieri. Orașul Paris a fost proclamat de cabinetul francez „oraș deschis”. Până pe 22 iunie, Wehrmacht pierduse 27.000 de oameni morți, aproximativ 111.000 de răniți și 18.000 de dispăruți, iar francezii pierduseră aproximativ 92.000 de soldați morți și 200.000 de răniți. Forța expediționară britanică a pierdut aproximativ 68.000 de oameni. 

## Alegerea pădurii Compiègne
Când Adolf Hitler a primit cererea guvernului francez, care cerea să negocieze un armistițiu, Führerul a ales pădurea de lângă Compiègne ca loc de desfășurare a discuțiilor. În același loc fusese semnat și armistițiul din 1918 care a pus capăt primului război mondial într-un mod umilitor pentru Imperiul German. 
Vagonul de cale ferată în care a fost semnat armistițiul din 1918 a fost adus din muzeul în care era găzduit și a fost plasat exact în același punct ca în urmă cu 22 de ani. Hitler s-a așezat pe același loc ocupat în 1918 de mareșalul Ferdinand Foch. După ce a ascultat citirea preambulului, Hitler a părăsit vagonul într-un gest disprețuitor și a lăsat negocierile pe seama șefului OKWpului, generalul Wilhelm Keitel.

## Condițiile armistițiului
După cum afirma William Shirer în cartea sa Rise and Fall of the Third Reich, condițiile armistițiului impus Franței în 1940 au fost cu mult mai grele decât cele impuse Imperiului German în 1918. În 1940, Germania pretindea ocuparea a trei cincimi din teritoriul Franței, inclusiv a tuturor porturilor franceze de la Oceanul Atlantic și de la Canalul Mânecii. Toate persoanele care căpătaseră azil politic în Franța trebuiau predate autorităților germane. Era permisă existența unei mici armate franceze. Hitler a făcut o mică concesie, admițând ca marina franceză să fie dezarmată dar să nu capituleze. Dictatorul german s-a temut ca, dacă ar fi forțat lucrurile prea mult, ar fi putut determina guvernul Franței să continue războiul din bazele militare din Africa de nord. Restul teritoriului francez rămas neocupat a fost lăsat sub controlul regimului marionetă de la Vichy. În cele din urmă, și acest teritoriu a fost trecut sub controlul german în 1942.
Delegația franceză condusă de generalul Charles Huntziger a încercat să obțină anumite concesii, dar Keitel a afirmat că termenii armistițiului nu sunt negociabili. Negociatorii francezi se pare că au considerat că în câteva săptămâni și Regatul Unit avea să ceară pacea, numai astfel putându-se explica acceptarea condiției ca prizonierii de război francezi să nu fie eliberați decât după încheierea ostilităților germano-britanice. Astfel, un milion cinci sute de mii de prizonieri francezi au fost obligați să petreacă următorii cinci ani de război în lagărele de prizonieri germane. 
Încetarea focului a devenit efectivă la orele 0:35 a zilei de 25 iunie 1940. 

## Distrugerea locului în care au fost semnate armistițiile de la Compiègne

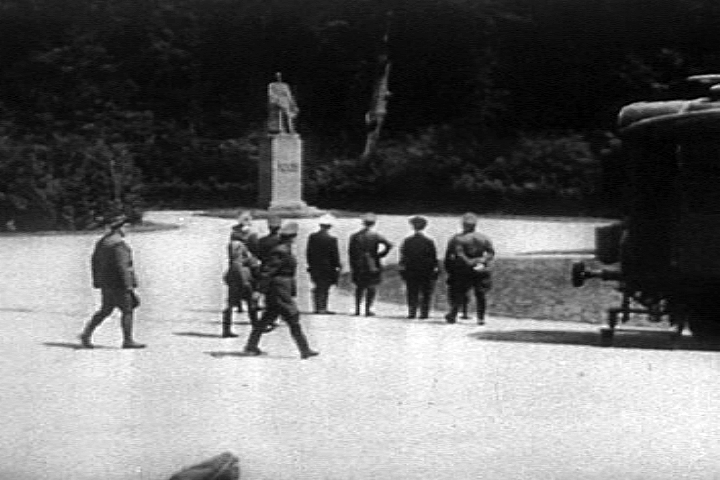
Hitler (cu mâna în şold) privind la statuia lui Foch mai înainte de semanrea armistiţiului de la Compiègne

Locul istoric în care au fost semante cele două armistiții de la Compiègne a fost distrus în mod sistematic la ordinele lui Hitler la pe 28 iunie. Vagonul de cale ferată și placa memorială au fost luate la Berlin ca trofee de război. 
Monumentul Alsaciei și Lorenei (care înfățișa un vultur german străpuns de o sabie) a fost distrus ca și orice altă urmă care să amintească de complexul memorial din pădurea Compiègne, cu excepția notabilă a statuii mareșalului Foch. Vagonul de cale ferată avea să fie distrus în 1945 de militari SS la Crawinkel în Turingia. 

## Restaurarea sitului istoric din pădurea Compiègne
După victoria Aliaților în război, prizonieri de război germani au lucrat la refacerea sitului istoric din pădurea Compiègne. Placa memorială a fost recuperată și la locul semnării armistițiului a fost plasat o copie a vagonului distrus de SS. Monumentul Alsaciei și Lorenei a fost reconstruit. După reunificarea Germaniei, unii dintre veteranii germani, care fuseseră martori la distrugerea vagonului original la Crawinkel, au participat la săpături care au scos la iveală unele rămășițe ale sus-numitului vagon. Aceste resturi au fost returnate Franței în 1992. Pe 5 mai 1994, a fost transplantat un stejar tânăr din pădurea din Crawinkel în cea din Compiègne, ca simbol a speranței de pace. 